# Landolphia nitidula
Landolphia nitidula är en oleanderväxtart som beskrevs av J.G.M.Pers.. Landolphia nitidula ingår i släktet Landolphia och familjen oleanderväxter. Inga underarter finns listade i Catalogue of Life.